# Poecilasthena plurilineata
Poecilasthena plurilineata är en fjärilsart som beskrevs av Walker 1861. Poecilasthena plurilineata ingår i släktet Poecilasthena och familjen mätare. Inga underarter finns listade i Catalogue of Life.